# Громов, Виктор Георгиевич
Викто́р Гео́ргиевич Гро́мов (14 марта 1927, Лунево, Тверская губерния — 28 января 2010, Омск) — главный врач участковой больницы Тарского района Омской области, Герой Социалистического Труда (1969).

## Биография
Родился 14 марта 1927 года в деревне Лунёво (ныне — в Зубцовском районе, Тверская область).
В годы Великой Отечественной войны вместе с семьёй был эвакуирован в Сибирь. В 1945 году начал свою трудовую деятельность рабочим дистанционной службы на станции Барабинск Омской железной дороги.
В 1951 году окончил медицинский техникум. Поступил в Омский государственный медицинский институт на лечебно-профилактический факультет. Окончил вуз в 1956 году. После этого был направлен на работу главным врачом Атирской участковой больницы Тарского района Омской области.
Здесь стал инициатором строительства нового здания больницы, поскольку старое помещение вмещало всего лишь 10 больничных коек. На эту стройку ушло десять лет, в итоге был создан новый больничный «городок». В новых корпусах была организована межрайонная туберкулёзная больница с санаторным уклоном для больных города Омска и близлежащих районов. На базе участковой больницы была создана туберкулёзная клиника, где было 150 коек.
За это время более чем в 10 раз возрос штат медицинского персонала Атирского ЦРБ. Благодаря усилиям Громова больница стала образцовым лечебным учреждением.
В этой больнице совмещал обязанности главного врача с работой терапевта и фтизиатра. Под его руководством медицинский персонал больницы в течение 1960—1970 годов смог ликвидировать детскую смертность.
4 февраля 1969 года Указом Президиума Верховного Совета СССР за большие заслуги в области охраны здоровья советского народа Виктору Георгиевичу Громову присвоено звание Героя Социалистического Труда с вручением ордена Ленина и золотой медали «Серп и Молот».
В 1975 году назначен главным врачом Омского госпиталя инвалидов войны, трудился на этом посту до 1992 года. Уйдя с должности главного врача продолжал работать в этой больнице до 2001 года.
Избирался депутатом Омского областного Совета депутатов трудящихся. Награждён Орденами Ленина (04.02.1969), Трудового Красного Знамени (02.12.1966) и медалями.
Скончался 28 января 2010 года в Омске. Похоронен на Старо-Северном кладбище.

## Память
- На стене Омского госпиталя инвалидов войны открыта мемориальная доска в честь Виктора Громова[2].

## Ссылку
- В омском госпитале для ветеранов открыли мемориальную доску Виктору Громову
- В Омске открыли мемориальную доску Герою Социалистического труда Громову Виктору Георгиевичу